# Surien
Surien is een bestuurslaag in het regentschap Banda Aceh van de provincie Atjeh, Indonesië. Surien telt 967 inwoners (volkstelling 2010).